# Прусаковка
Прусаковка (Прусаков) — деревня в Дубровском районе Брянской области, в составе Рябчинского сельского поселения. Расположена в 3,5 км к западу от села Рябчи. Постоянное население с 2006 года отсутствует.

## История
Основана около 1930 года (первоначально — посёлок); до 2005 входила в Серпеевский сельсовет (в 1959—1969 — в Алешенском сельсовете).
| Годы      | 1979 | 1989 | 2002 | 2010 |
| --------- | ---- | ---- | ---- | ---- |
| Население | 40   | 19   | 7    | 0    |